# Alchemilla bukovinensis
Alchemilla bukovinensis är en rosväxtart som beskrevs av N.N. Sychak. Alchemilla bukovinensis ingår i släktet daggkåpor, och familjen rosväxter. Inga underarter finns listade i Catalogue of Life.